# Damien Hirst

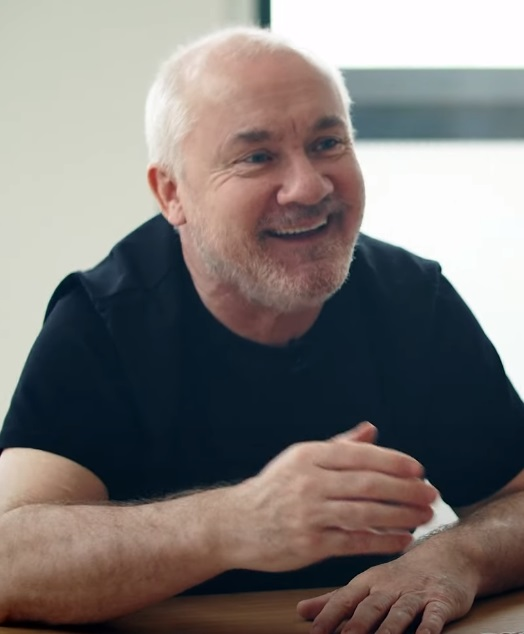
Damien Hirst (2021)

Damien Hirst (* 7. Juni 1965 in Bristol) ist ein britischer Bildhauer, Maler und Konzeptkünstler und Kurator einzelner Ausstellungen. Im Jahr 1988 organisierte er die Ausstellung Freeze im Londoner Hafenviertel, die als Geburtsstunde des Phänomens Young British Artists gilt, und wurde in den 1990er-Jahren der bekannteste Vertreter der Gruppe. Er wurde vor allem durch Plastiken bekannt, die sich mit Themen Tod, Religion, Leben  oder Konsumkultur befassen. Zu seinen bekanntesten Werken gehören mehrere in Formaldehyd eingelegte Tierkörper sowie ein mit Diamanten besetzter menschlicher Schädel mit dem Titel For the Love of God.

## Leben
Hirst wurde in Bristol geboren und wuchs in Leeds auf. Sein Vater, ein Automechaniker, verließ die Familie, als der Sohn zwölf Jahre alt war. Seine Mutter war eine katholische Irin. Von 1986 bis 1989 belegte Hirst am Goldsmiths College in London den Kurs „Fine Arts“. Hirst interessierte sich für diesen Kurs, weil er sich nicht auf eine einzige Kunstrichtung wie Malerei oder Bildhauerei konzentrieren wollte. Im Jahr 1988 kuratierte er unter dem Titel Freeze (gefrieren) eine Ausstellung in einem leerstehenden Lagerhaus im Hafenviertel von London, in der er und andere Künstler ihre Werke ausstellten. Eine weitere von ihm durchgeführte Ausstellung folgte 1990 durch Modern Medicine. Beide Ausstellungen führten zur Bekanntheit des Künstlers. Daneben drehte er kommerzielle Musikvideos, richtete ein Restaurant ein und produzierte Pop-Songs.

## Werk

### The Physical Impossibility of Death in the Mind of Someone Living
Berühmt wurde der von Hirst in Formaldehyd eingelegte Tigerhai. Der Behälter mit dem toten Hai trägt den Namen The Physical Impossibility of Death in the Mind of Someone Living (1991) (Die physische Unmöglichkeit des Todes in der Vorstellung eines Lebenden). Die Präsentation erfolgte ähnlich wie in einem Naturkundemuseum, im Kontext der Kunst wurde sie allerdings zu einer widerspruchsvollen, so provokanten wie plakativen Metapher für Aggression und Vitalität, aber auch für Kunst und Konservierung. Das Werk war ebenso umstritten wie das in gleicher Weise präparierte Schaf mit dem Titel Away from the Flock (Weg von der Herde), das 1994 in einer von Hirst mitorganisierten Ausstellung gezeigt wurde. Ein Besucher versuchte das Werk zu sabotieren und schüttete Tinte in die Flüssigkeit. Diese Aktion zog viel Aufmerksamkeit auf die Ausstellung und machte das Schaf von Hirst zu einem der berühmtesten Werke zeitgenössischer Kunst. 1996 präparierte er mehrere Kühe zu seinem Kunstwerk Some Comfort gained from the Acceptance of the Inherent lies in Everything, die als Ganzkörperquerschnitte in 12 mit Formaldehyd gefüllten Behältern arrangiert und in einer Schnittreihe aufgestellt wurden.
Wie seine Formaldehydpräparate beschäftigen sich auch andere Werke des Künstlers mit dem Leben und dem Tod, so etwa seine Käfiginstallation A Thousand Years (1990), in dem unzählige Fliegen um einen Kuhkopf schwirren und diesen langsam abbauen und wieder in den Kreislauf der Natur einbinden. Weniger aufsehenerregend sind dagegen Stillleben wie sein Still (1994), in dem medizinische Geräte sauber in Apothekerschränke arrangiert sind, oder Pharmacy mit Regalen, die mit Verpackungen pharmazeutischer Präparate gefüllt sind; im Zentrum von letzteren steht wieder ein Käfig, der diesmal Ratten und eine Fliegenfalle mit UV-Beleuchtung enthält.

### For the Love of God
Am 1. Juni 2007 präsentierte Hirst in der White Cube in London den mit 8601 Diamanten besetzten Platinabguss eines Schädels. Auf der Stirn thront ein 52-Karat-Diamant. Das Werk mit dem Titel For the Love of God wurde im August 2007 für 75 Millionen Euro (50 Millionen Pfund) verkauft und stellt damit britischen Medienberichten zufolge die aktuell teuerste Arbeit zeitgenössischer Kunst dar. Den Schädel, der als Vorlage für den Abguss diente, erwarb der Künstler in einem Laden im Londoner Stadtteil Islington. Er stammt angeblich von einem etwa 35-jährigen Europäer, der im 18. Jahrhundert lebte. Das Kunstwerk wurde mit massivem Sicherheitsaufwand in einem abgedunkelten Raum ausgestellt. Hirst selbst bemerkte zu seiner Arbeit: „Ich hoffe, die Leute, die das Werk sehen, fühlen sich gut, es soll erbauend sein und einem den Atem nehmen.“ Zwei Tage nach dem Verkauf gab die Pressesprecherin der White Cube Gallery, Sara Macdonald, bekannt, dass Hirst selbst Mitglied der Käufergruppe gewesen sei. Parallel zur Veröffentlichung des Kunstwerks begann eine Marketingkampagne zur Sekundärverwertung über Artikel wie Plakate, T-Shirts und Dokumentationen über die Herstellung.

### Weitere Werke
Hirsts Werk Lullaby Spring versteigerte das Auktionshaus Sotheby’s im Juni 2007 für etwa 14,5 Millionen Euro. Dabei handelte es sich um den höchsten Preis, der bis zu diesem Zeitpunkt für das Werk eines noch lebenden Künstlers erzielt wurde. Bekannt ist auch sein millionenschweres Goldenes Kalb, 2008.
Nachdem es in den Vorjahren nicht viel neues von Hirst zu vermelden gab, stellte er Anfang 2011 sein neues Werk For Heaven’s Sake vor, eine Anspielung auf sein wohl meist diskutiertes Werk For the Love of God. Es handelt sich wieder um einen in Platin gegossenen und mit Diamanten besetzten Schädel, mit dem Unterschied, dass der etwa 100 Jahre alte Schädel eines Kleinkindes als Ausgangsmaterial diente, was abermals einige Kontroversen provozierte.
Im Oktober 2012 wurde Verity im Hafen von Ilfracombe aufgestellt. Die überdimensionale Statue stellt eine schwerttragende, hochschwangere und halbseitig gehäutete Frau dar. Auch diese 25 Tonnen schwere Bronzeplastik wurde in den Medien und der Kunstwelt sowie in der Bevölkerung der südwestenglischen Kleinstadt kontrovers diskutiert.

## Vermögen
Mit einem geschätzten Vermögen von einer Milliarde Dollar galt 2008 Hirst als reichster Künstler überhaupt. Eine andere Angabe von 2010 schätzt sein Vermögen auf 700 Millionen Euro.

## „Neue Vertriebskanäle“ und „neue Kundengruppen“
Unter Umgehung von Galeristen ließ Hirst 2008 in einer zweitägigen Auktion bei Sotheby’s 287 seiner Werke direkt aus dem Atelier versteigern; sie erzielten einen Erlös von 172 Mio. Dollar. In Management-Kursen von Business Schools dient Hirst als ein erfolgreiches Fallbeispiel für „strategische Innovationen“, der sich „neue Vertriebskanäle“ und neue Kundengruppen erschließt: „Hirst vertraute nicht auf traditionelle Kunstliebhaber, sondern suchte sich gezielt russische Oligarchen, arabische Ölscheichs und angelsächsische Hedge-Fonds-Manager als Abnehmer“. Einige Kunstkritiker lehnen diese Vermarktung ab. Der Kritiker Robert Hughes stellte fest, Hirst habe seine Kunst auf eine kommerzielle Marke reduziert. Solche Kunst habe keine Bedeutung jenseits ihres finanziellen Wertes. 2021 experimentierte Hirst mit dem Verkauf von Werken als NFTs. Er begann im Oktober 2022 Tausende seiner originalen Werke, die er als NFTs verkauft hatte, öffentlich zu verbrennen, deren geschätzter Wert bei rund 10 Millionen Euro lag.
Hirst wird 2013 erstmals seit Bestehen der Liste nicht mehr in der Power 100-Liste der Zeitschrift Art Review geführt. Die Marktpreise seiner Werke sind abgestürzt.

## Gemeinnütziges Engagement
Damien Hirst hat sich wiederholt für die Menschenrechtsorganisation Survival International engagiert. 2008 wurde sein Kunstwerk Beautiful Love Survival zugunsten der Menschenrechtsorganisation bei Sotheby’s in London versteigert. Er zählt auch zu den Unterstützern eines Buches von Survivals-Direktor Stephen Corry. Weiterhin ist der Künstler Mitbegründer von Strummerville, einer Stiftung zur Förderung junger Musiker. Sie entstand im Andenken an den verstorbenen Joe Strummer, den legendären Punk-Musiker und Mitbegründer der Punkrockband The Clash.

## Auszeichnungen
- 1995 Turner Prize
- 1995 Prix Eliette von Karajan

## Kritik
Der britische Guardian berichtete im März 2024 über die Rückdatierung von vier seiner Werke mit Tieren, die mit Formaldehyd konserviert sind. Sie wurden auf das Jahr 1990 datiert, waren aber tatsächlich erst 2017 angefertigt worden. Zu diesen Werken gehören eine Taube, ein Hai und zwei Kälber, präpariert in Formaldehyd-Behältern. Diese Objekte waren in den letzten Jahren in Hongkong, New York, München, London und Oxford als Beispiele von Hirsts Arbeiten aus seiner „goldenen Periode“ der 1990er-Jahre präsentiert worden, für die er den Turner Prize erhalten hatte.

## Ausstellungen (Auswahl)
- Freeze, London 1988
- made for Arolsen, Bad Arolsen 1992[26]
- Sensation: Young British Artists from the Saatchi Collection, Royal Academy of Arts, London 1997
- 50. Biennale Venedig, 2003
- In-A-Gadda-Da-Vida, Tate Britain, London 2004
- MFA, Boston 2005 (Einzelausstellung)
- Prague Biennale 2, Prag 2005
- RE-OBJECT, Kunsthaus Bregenz, Bregenz 2007
- Bilder und Skulpturen,  Musée océanographique de Monaco, Monaco  2010
- Damien Hirst. Retrospective at Tate Modern, London 2012
- Treasures from the Wreck of the Unbelievable, Venedig 2017
- Damien Hirst – Drawings, Albertina modern, Wien 2025[27]